# 陈清华
陈清华（1954年9月—），江西会昌人，汉族，中华人民共和国政治人物、第十一届全国政协委员。

## 生平
陈清华出生于会昌县文武坝镇林岗村下陈屋，早年就读于长春地质学院，1978年毕业後，获分配至江西省地质科学研究所工作，1982年回到家乡会昌县，在县地震台工作，以后又在会昌县经济委员会、县锡矿、县政协、县府任职。1994年，他调任县级赣州市（现章贡区），出任该市副市长，同年12月加入中国国民党革命委员会。2003年9月，升任江西省国土资源厅副厅长。担任十一届全国政协常务委员、民革中央常委、江西省委主委。2008年，当选第十一届全国政协常务委员，代表中国国民党革命委员会，分入第三组。